# Cosmas de Praga
Cosmas de Praga (c. 1045 - 1125) fou un autor del segle xii famós per haver compilat la Chronica Boemorum, on explica en llatí la història de Bohèmia des de la creació del món fins als seus temps dividida en tres volums.
De família rica, pogué viatjar per tot Europa estudiant i recollint tradicions de diversos pobles. Aquesta passió per la història seria la que el portaria a redactar la seva crònica, que és la principal font d'informació sobre la seva vida. Feu carrera eclesiàstica i s'ajuntà amb un grup de clergues que pretenien defensar la cultura local enfront de la creixent influència dels religiosos germànics. Aquest interès nacionalista també es plasmaria en els seus escrits. No esdevingué mai monjo regular, fet que li permeté contraure matrimoni i tenir un fill, a qui llegaria l'herència familiar, inclosos els drets de canonge.